# Raton laveur de la Guadeloupe
Procyon lotor minor, Procyon minor · rakoun, raccoon
« Racoon » redirige ici. Ne pas confondre avec le groupe de musique néerlandais Racoon.
Sous-espèce
Statut de conservation UICN

 LC  : Préoccupation mineure
Le Raton laveur de la Guadeloupe (Procyon lotor minor), également désigné sous le nom de rakoun ou raccoon, est une sous-espèce du raton laveur endémique des deux principales îles de Guadeloupe dans les Petites Antilles, Basse-Terre et Grande-Terre.
Le rakoun peut s'observer à l'état sauvage dans le Parc national de la Guadeloupe, sur l'île de Basse-Terre. On peut le voir au parc zoologique et botanique des Mamelles (route de la Traversée).
Le rakoun est l'espèce symbole du parc national de la Guadeloupe.

## Classification
Autrefois considéré comme une espèce distincte désignée sous le nom de procyon minor, le raton laveur de la Guadeloupe est aujourd’hui reconnu comme une sous-espèce du raton laveur commun (Procyon lotor), selon deux études publiées en 1999 et 2003. L’étude de ses caractéristiques morphologiques et génétiques, réalisée en 2003 par Kristofer M. Helgen et Don E. Wilson, indique que cette sous-espèce aurait été introduite par l’être humain il y a seulement quelques siècles. Cette hypothèse est étayée par sa parenté étroite avec le raton laveur des Bahamas (Procyon lotor maynardi), endémique de l’île de New Providence dans les Bahamas, à près de 2 000 km de là. Des preuves suggèrent également l’existence passée de populations de ratons laveurs à Cuba, Hispaniola et en Jamaïque.
Ainsi, le raton laveur de la Guadeloupe est considéré comme conspécifique avec celui des Bahamas dans la troisième édition de Mammal Species of the World, et son ancien nom scientifique, Procyon (lotor) minor, y est répertorié comme synonyme de Procyon lotor maynardi.
D’après les comparaisons d’haplotypes réalisées par Pons, la distance génétique entre les sous-espèces lotor et P. l. minor est plus faible qu’entre P. l. hirtus, pallidus et lotor. Les ratons laveurs d’Arizona apparaissent comme les plus divergents, étant issus de lignées distinctes, tandis que ceux de Guadeloupe sont les plus proches de ceux de Virginie et du Maryland.

## Description
Comparé à un raton laveur de taille moyenne, le raton laveur de la Guadeloupe est petit, avec un crâne délicat, illustrant un cas de nanisme insulaire. Son pelage est gris foncé, avec une légère teinte ocre au niveau du cou et des épaules. Sur les parties inférieures, seuls quelques poils de jarre couvrent un sous-poil brun clair.

## Conservation
En 1996, le raton laveur de la Guadeloupe a été classé comme espèce en danger par l’UICN en raison d’une population estimée à moins de 2 500 individus matures, en déclin constant. Compte tenu de sa répartition restreinte, il est probable que cette espèce n’ait jamais été très abondante, à l’instar des quatre autres sous-espèces insulaires de ratons laveurs : le raton laveur de Cozumel, le raton laveur des îles Tres Marias, le raton laveur des Bahamas et le raton laveur de la Barbade, aujourd’hui disparu.
Le raton laveur de la Guadeloupe subit la destruction de son habitat, notamment des forêts de mangrove et de forêt tropicale, sur l’île de Guadeloupe. Il est en outre menacé par l’introduction supposée du raton crabier. Bien qu’il ait été choisi comme espèce emblématique du Parc national de la Guadeloupe, il pourrait disparaître sans efforts supplémentaires de conservation. 
Toutefois, Helgen et Wilson estiment que le raton laveur de la Guadeloupe pourrait lui-même être considéré comme une espèce envahissante, susceptible de menacer l’écosystème insulaire local.